# Травень 2015
Травень 2015 — п'ятий місяць 2015 року, що розпочався в п'ятницю 1 травня та закінчився в неділю 31 травня.

## Події
- 2 травня
  - Герцогиня Кембриджська Кетрін народила принцесу Шарлотту, четверту в лінії спадкування на британський трон
  - Померла балерина Майя Плісецька

- 3 травня
  - Український боксер Василь Ломаченко захистив пояс чемпіона світу за версією WBO в напівлегкій вазі

- 6 травня
  - Завершилась тристороння зустріч у Мінську[1]

- 8 травня
  - Предстоятель Української православної церкви Московського патріархату митрополит Онуфрій не підвівся на урочистому засіданні Верховної Ради при зачитуванні імен бійців АТО[2]
  - Консервативна партія Великої Британії, котру очолює Девід Камерон, зайняла більшість місць на парламентських виборах[3]
  - Російський вантажний космічний корабель Прогрес М-27М увійшов у атмосферу Землі о 2:04 (UTC) та закінчив своє існування у водах Тихого океану[4].

- 9 травня
  - На місто Куманово в Македонії напали бойовики, в місті пройшли бої, за загиблими оголошено національний траур[5]

- 10 травня
  - У компанії Microsoft оголосили, що операційна система Windows 10 стане останньою в лінійці Microsoft Windows[6]
  - На президентських виборах у Польщі, які пройшли у неділю, за результатами екзитполів лідирує кандидат від опозиції (партії «Право і справедливість») Анджей Дуда, чинний президент Броніслав Коморовський отримав 32,2 %, колишній рок-музикант Павел Кукіз набирає 20,3 % голосів[7]

- 12 травня
  - В Москві пройшла презентація доповіді «Путін. Війна», написаного за матеріалами Бориса Немцова соратниками убитого політика на чолі з Ілльою Яшиним[8][9][10]
  - Укрзалізниця оголосила технічний дефолт[11]
  - У рельтутаті нових поштовхів в Непалі загинуло не менше 36 чоловік[12]

- 14 травня
  - Постановою Верховної Ради України міжнародний аеропорт «Сімферополь» отримав ім'я кримського татарина, льотчика-аса, Двічі Героя Радянського Союзу Амет-Хана Султана[13].

- 16 травня
  - Українці користувачі соціальної мережі Facebook закликають влаштувати бойкот і припинити на 18 та 19 травня свою активність через часте блокування українців у Facebook з політичних причин[14][15].
  - Російська ракета «Протон», яка стартувала в суботу, щоб вивести на орбіту мексиканський супутник зв'язку, упала після неполадок у Східному Сибіру[16]
  - У російського космічного апарата Протон-М із вантажем MexSat-1 при старті з Байконуру вимкнулися двигуни третього ступеня ракети-носія о 05:47 (UTC)[17].

- 17 травня
  - У Празі завершився чемпіонат світу з хокею. Свій 25 титул чемпіонів здобула збірна Канади, перемігши росіян 6:1
  - Перемігши «Дніпро», «Динамо» достроково стало чемпіоном України з футболу

- 19 травня
  - Верховна Рада України призначила нового голову АМКУ та нового голову ФДМУ

- 21–22 травня
  - У Ризі відбувся «саміт Східного партнерства», прийнято підсумкову декларацію

- 21–28 травня
  - В Індії через надзвичайну спеку загинуло більше 1800 чоловік[18]

- 23 травня

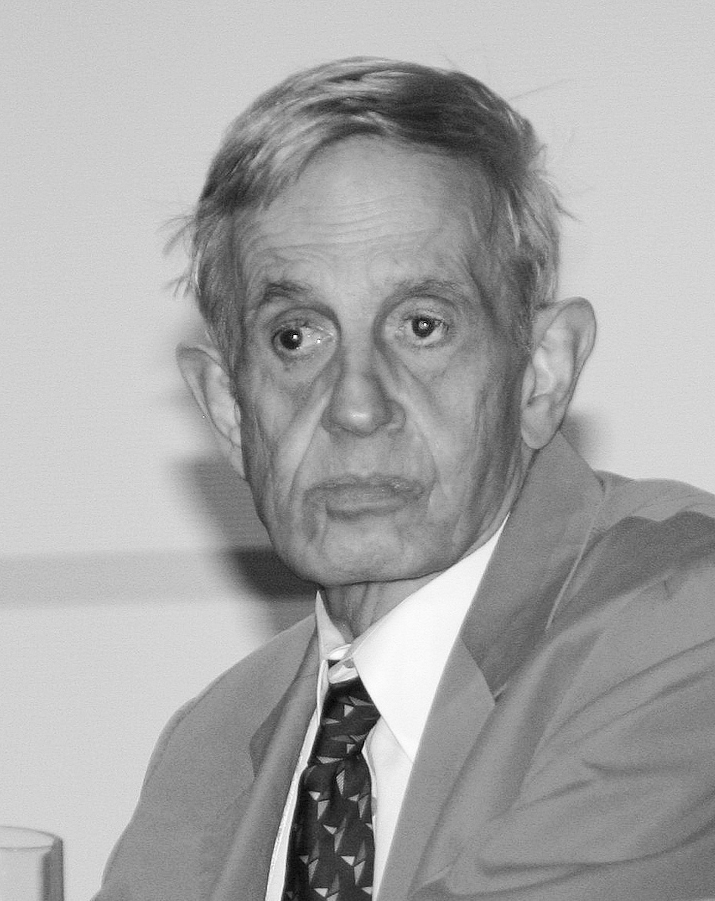
Джон Неш

  - Джон Неш, лауреат Нобелівської та Абелівської премій, загинув в автокатастрофі.[19]
  - Швеція перемогла на Євробаченні 2015.

- 24 травня
  - «Золоту пальмову гілку» на каннському кінофестивалі вручили режисеру Жаку Одіару за фільм «Діпан»[20]
  - На президентських виборах у Польщі переміг кандидат від опозиційної партії Право і справедливість Анджей Дуда

- 27 травня
  - Швейцарська поліція затримала 7 високопоставлених чиновників ФІФА у рамках розслідувань корупції, що проводяться Швейцарією і США[21]

- 30 травня

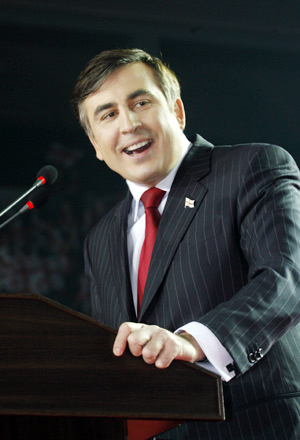
Міхеїл Саакашвілі

  - Чемпіонат Європи з шахів виграла українка Наталя Жукова
  - Колишній президент Грузії Міхеіл Саакашвілі прийнятий до громадянства України та призначений головою Одеської ОДА